# 足立浩
足立 浩（あだち ひろし）は、日本の映像編集者。

## 経歴
横浜放送映画専門学院(現・日本映画大学)11期卒。 1987年、宮崎駿監督の『となりのトトロ』編集助手として仕事を始める。のちにテレビなどのビデオ編集に転向。

## 作品

### 編集助手

#### 映画
- となりのトトロ　(1988)
- 火垂るの墓　(1988)
- AKIRA　(1988)
- 魔女の宅急便　(1989)
- 紅の豚　(1992)
- 平成狸合戦ぽんぽこ　(1994)
- ルパン三世　くたばれ!ノストラダムス　(1995)
- MEMORIES (1995)

### 編集

#### テレビドラマ
- ガラスの仮面（1997）
- STAFF ONLY (1997）
- 可愛いだけじゃダメかしら(1998）
- ガラスの仮面2（1998）
- 美少女H(1998）
- 39歳の秋（1998年）
- 傷だらけの女(1999）
- 天国のKiss（1999）
- 青い鳥症候群(1999)
- 月下の棋士（2000)
- バーチャルガール（2000)
- アナザヘヴン（2000)
- 花村大介（2000）
- スタイル!（2000)
- お前の諭吉が泣いている（2001)
- 愛は正義(2001)
- ルーキー!（2001）
- 生きるための情熱としての殺人（2001）
- 傷だらけのラブソング（2001）
- 婚外恋愛（2002）
- 九龍で会いましょう（2002）
- サトラレ（2002）
- 恋は戦い!（2002)
- OL銭道（2003）
- 特命係長・只野仁（2003）
- ああ探偵事務所（2004）
- ママは女医さん（2004）
- アタックNo.1（2005）
- ドラゴン桜 （2005）
- 7人の女弁護士（2006）
- 結婚できない男（2006）
- スイーツドリーム（2006）
- 牛に願いを Love&Farm（2007）
- オトコの子育て（2007）
- だいすき!!（2008）
- 無理な恋愛（2008）
- 秘書のカガミ(2008)
- てやんでいBaby（2008）
- あんどーなつ（2008）
- ロト6で3億2千万当てた男（2008）
- サラリーマン金太郎（2008）
- 白い春（2009）
- おひとりさま（2009）
- サラリーマン金太郎2（2010）
- 同窓会～ラブ・アゲイン症候群（2010年）
- ヒミツの関係～先生は同居人～（2010）
- 警視庁継続捜査班（2010）
- 霊能力者 小田霧響子の嘘（2010）
- 悪党〜重犯罪捜査班（2011）
- 陽はまた昇る（2011）
- 俺の空（2011）
- 都市伝説の女（2012）
- GTO（2012）
- 匿名探偵（2012）
- ダブルス（2013）
- 町医者ジャンボ!!（2013）
- 都市伝説の女2（2013）
- 僕らはみんな死んでいる(2013)
- 私の嫌いな探偵（2014）
- トクボウ(2014）
- 匿名探偵（2014)
- 黒服物語(2014)
- 天使と悪魔(2015)
- ホテルコンシェルジュ(2015)
- スミカスミレ(2016）
- ドクター調査班(2016）
- 遺産相続弁護士　柿崎真一(2016）
- 就活家族(2017)
- オトナ高校（2017）
- オー・マイ・ジャンプ（2018）
- 執事西園寺の名推理（2018）
- ダイアリー(2018)
- あなたには渡さない（2018）
- 西園寺の名推理2(2019)
- スパイラル(2019)
- まだ結婚できない男(2019)
- カクホの女2(2019)
- 死にたい夜にかぎって(2020)

#### 映画
- 仮面学園（2000）
- ゴーストシャウト(2004）
- ワイルド・フラワーズ（2004）
- 奇談　(2005 )